# 何士林
何士林（1573年3月1日—？），字汝翹，號斗瞻，四川敘州府富順縣人，明朝政治人物。

## 生平
何士林早年出身縣學生，以《書經》中萬曆二十八年（1600年）四川鄉試舉人第三名，二十九年（1601年）會試中式第二百四十名，聯捷二甲第二十八名進士，工部觀政，三十年授南戶部主事，三十三年杭州抽分，三十四年升員外郎，本年升郎中，三十五年升大理府知府，本年養病。三十九年起補南直隶太平府知府，四十二年升湖廣按察司副使，四十五年九月加升湖廣左参政，四十八年升貴州按察使，天啓二年闲住。居家事親，以孝稱于時，祀鄉賢祠。

## 家族
曾祖何註，庠生。祖父何承久，庠生。父親何起宗，母親李氏。